# بيرغر أندرسون (مجدف)
بيرغر أندرسون (بالفنلندية: Birger Andersson)‏ هو مجدف فنلندي، ولد في 2 نوفمبر 1925 في توركو في فنلندا، وتوفي في 28 ديسمبر 2004 في بورفو في فنلندا.

## وصلات خارجية
- بيرغر أندرسون على موقع الاتحاد الدولي للتجديف (الإنجليزية)
- بيرغر أندرسون على موقع أوليمبيديا (الإنجليزية)